# Zulmasuchus
Zulmasuchus (betekent 'Zulma Gasparini's krokodil') is een geslacht van uitgestorven sebecide sebecosuchische Mesoeucrocodylia. De fossielen zijn bij Vila Vila gevonden in rotsen uit het Vroeg-Paleoceen (Danien) van de Santa Lucía-formatie in Bolivia. Zulmasuchus werd in 2007 benoemd door Alfredo Paolillo en Omar Linares voor fossielen die oorspronkelijk door Buffetaut en Marshall in 1991 werden beschreven als Sebecus querejazus. De typesoort is dus Sebecus querejazus maar de combinatio nova Zulmasuchus querejazus.
De geslachtsnaam eert de paleontologe Zulma Gasparini. De soortaanduiding eert Roy Querejazu die het fossiel verwierf en afstond ten behoeve van de wetenschap.
Het holotype is MHNC P3701. Het bestaat uit een schedel waaraan de snuit en achterzijde ontbreken.